# 拉沙佩勒苏鲁日蒙
拉沙佩勒苏鲁日蒙（法語：Lachapelle-sous-Rougemont，法語發音：[laʃapɛl su ʁuʒmɔ̃]，意为“鲁日蒙下方的拉沙佩勒”）是法国勃艮第-弗朗什-孔泰大区贝尔福地区省的一个市镇，属于贝尔福区。

## 地理
拉沙佩勒苏鲁日蒙（47°42'44"N, 7°0'57"E）面积4.89 平方千米，位于法国勃艮第-弗朗什-孔泰大區贝尔福地区省，该省份为法国东北部内陆省份，东临上莱茵省，北起孚日省，西接上索恩省，南与杜省和瑞士接壤。
与拉沙佩勒苏鲁日蒙接壤的市镇（或旧市镇、城区）包括：珀蒂特方丹、埃坦布、上苏尔茨巴克、昂若、弗隆。

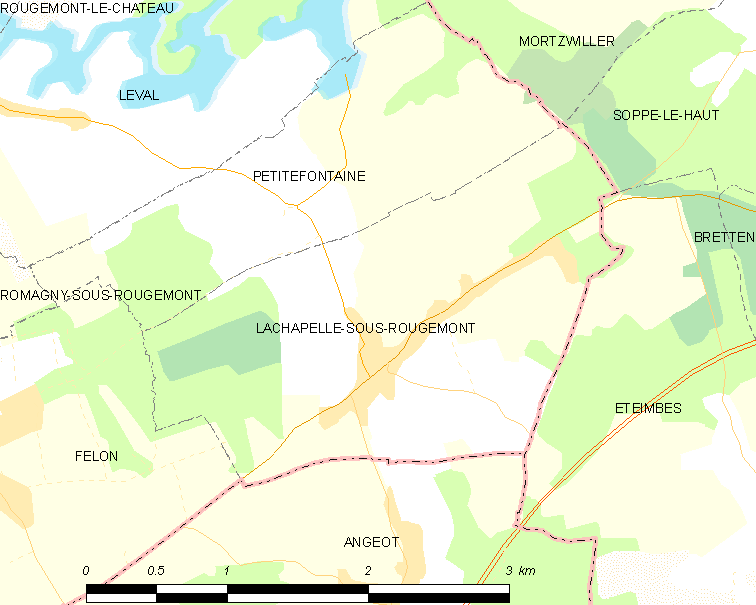
拉沙佩勒苏鲁日蒙的OSM定位图

拉沙佩勒苏鲁日蒙的时区为UTC+01:00、UTC+02:00（夏令时）。

## 行政
拉沙佩勒苏鲁日蒙的邮政编码为90360，INSEE市镇编码为90058。

## 政治
拉沙佩勒苏鲁日蒙所属的省级选区为日罗马尼县。

## 人口

1962-2008年间拉沙佩勒苏鲁日蒙人口变化图示

拉沙佩勒苏鲁日蒙于2022年1月1日时的人口数量为554人。